# Institut valencien d'art moderne
L’Institut valencien d'art moderne (nom officiel, en valencien, Institut Valencià d'Art Modern) ou IVAM, est un musée d'art moderne et contemporain situé à Valence en Espagne.